# Typhloseiulus eliahuswirskii
Typhloseiulus eliahuswirskii är en spindeldjursart som först beskrevs av Ragusa Di Chiara 1992.  Typhloseiulus eliahuswirskii ingår i släktet Typhloseiulus och familjen Phytoseiidae. Inga underarter finns listade i Catalogue of Life.